# Christian Keller (Fußballfunktionär)

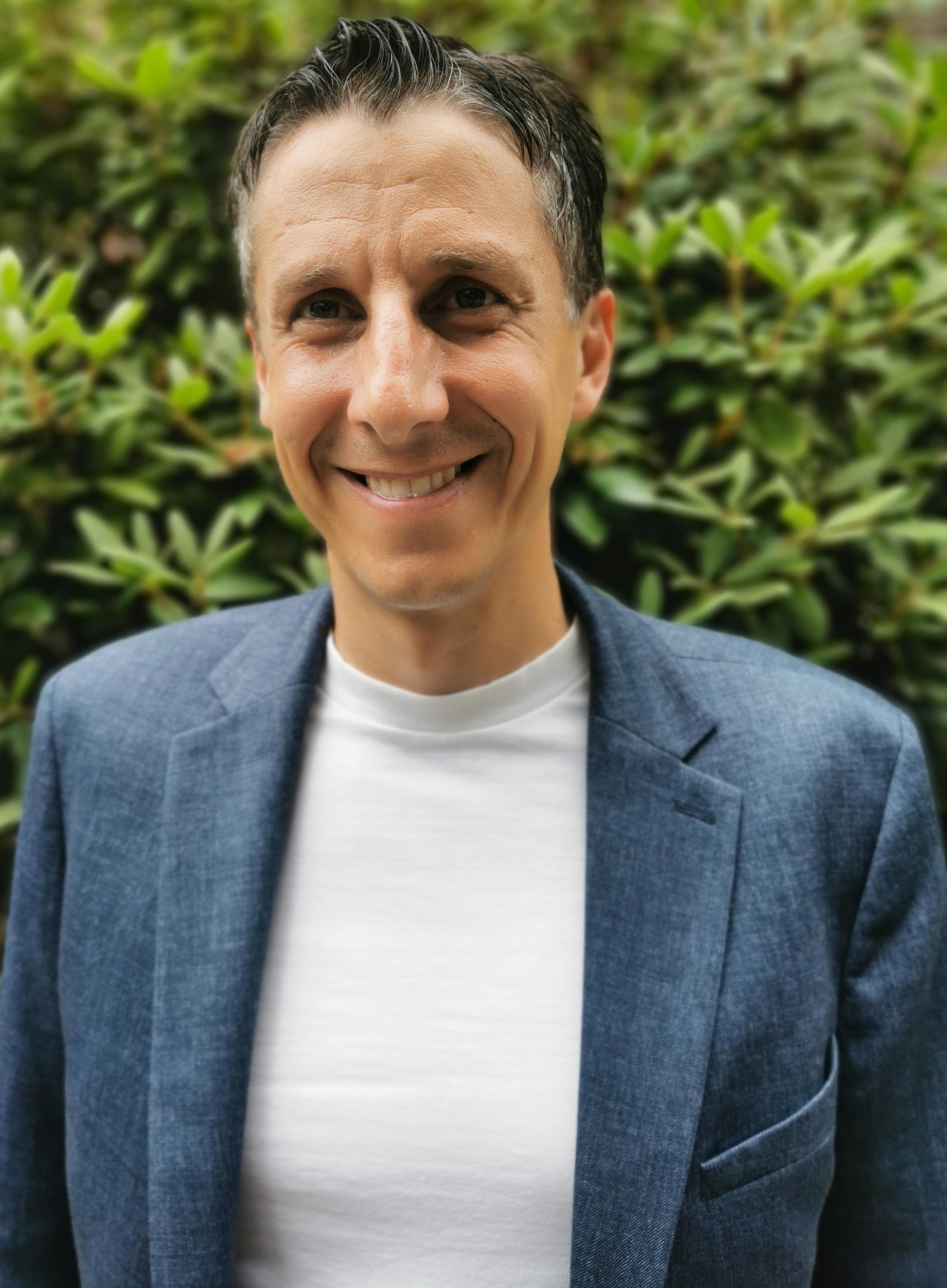
Christian Keller (2023)

Christian Keller (* 26. November 1978 in Donaueschingen) ist ein deutscher Fußballfunktionär.

## Leben

### Wissenschaftliche Laufbahn
Christian Keller wuchs im badischen Gutmadingen auf. Nach seinem Realschulabschluss 1995 in Immendingen und der Fachhochschulreife in Tuttlingen studierte er an der ESB Business School der Hochschule Reutlingen Außenwirtschaft. Die Diplomarbeit schrieb Keller über das Thema „Going Public Fußball – Analyse und Leitfaden zum Börsengang von Fußballunternehmen“. Anschließend studierte er an derselben Hochschule „International Business Development“. Auch hier war Fußball Gegenstand seiner Abschlussarbeit: „Corporate Finance im Profifußball – Erfolgsfaktoren, Strategien und Instrumente für die Finanzierung von Fußballunternehmen.“ 2008 promovierte Keller an der Eberhard-Karls-Universität in Tübingen, das Dissertationsthema unter der Betreuung von Helmut Digel lautete „Steuerung von Fußballunternehmen – Finanziellen und sportlichen Erfolg langfristig gestalten“.
Von 2010 bis 2013 lehrte Keller Sportmanagement an der SRH Hochschule Heidelberg.

### Sportliche Laufbahn
Christian Keller spielte in der Jugend beim FC Pfohren in Donaueschingen sowie beim TuS Bräunlingen. Aufgrund einer schweren Knieverletzung musste der damals 18-jährige Mittelfeldspieler kurz vor einem Wechsel in die viertklassige Oberliga seine aktive Karriere beenden. Daraufhin begann Keller als Jugendtrainer seines Heimatclubs FC Gutmadingen, später wechselte er in den Herrenbereich. Im Dezember 2007 wurde Keller für ein halbes Jahr Trainer des Landesligisten SC Tuttlingen.
Keller ist im Besitz der A-Lizenz des Deutschen Fußball-Bundes.

## Karriere als Fußballfunktionär
Während seiner Zeit beim SC Tuttlingen entwickelte Keller bereits ein Sportkonzept für die Nachwuchsausbildung. Ab Dezember 2009 arbeitete Keller für sechs Monate beim SSV Jahn Regensburg als Mitarbeiter einer Beratungsfirma, die den Verein finanziell sanierte. In derselben Funktion war er unter anderem auch bei der SpVgg Bayreuth und dem TSV 1860 München tätig.
Nach dem Abstieg des SSV Jahn aus der 2. Bundesliga wurde Christian Keller dort im August 2013 Geschäftsführer sowie sportlicher Leiter. Er erreichte sodann den Wiederaufstieg des SSV Jahn in die 2. Bundesliga und seine sichere Etablierung im Profi-Fußball. Sein Vertrag beim SSV Jahn endete Ende Oktober 2021.
Zum 1. April 2022 übernahm Keller die Position Geschäftsführer Sport beim 1. FC Köln.
Während seiner Amtszeit stieg der 1. FC Köln vom siebten Tabellenplatz in der Bundesliga bis in die 2. Bundesliga ab. Nach einem enttäuschenden 1:1 im Heimspiel gegen den bereits abgestiegenen SSV Jahn Regensburg wurden Keller und Trainer Gerhard Struber am 5. Mai 2025, zwei Spieltage vor Saisonende und auf Rang zwei liegend, freigestellt.
Im März 2023 wurde Keller als Nachfolger von Fredi Bobic in den sechsköpfigen Aufsichtsrat der Deutschen Fußball Liga (DFL) gewählt. Er amtierte bis 2025.

## Auszeichnungen
- Ehrenvorsitzender des SSV Jahn Regensburg (2023)[13]

## Veröffentlichungen
- Corporate Finance im Profifußball. Erfolgsfaktoren, Strategien und Instrumente für die Finanzierung von Fußballunternehmen. Ibidem, Stuttgart 2006, ISBN 3-89821-711-6
- Steuerung von Fußballunternehmen. Finanziellen und sportlichen Erfolg langfristig gestalten. Erich Schmidt, Berlin 2008, ISBN 978-3-503-11040-7